# Isidore Fernandes

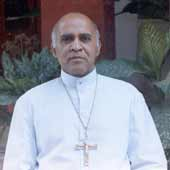
Isidore Fernandes

Isidore Fernandes (* 2. Januar 1947 in Kalathur, Tamil Nadu; † 26. April 2023 in Prayagraj) war Bischof von Allahabad.

## Leben
Isidore Fernandes empfing am 28. Oktober 1972 das Sakrament der Priesterweihe.
Am 5. Mai 1988 ernannte ihn Papst Johannes Paul II. zum Bischof von Allahabad. Der Erzbischof von Agra, Cecil DeSa, spendete ihm am 4. August desselben Jahres die Bischofsweihe; Mitkonsekratoren waren der Bischof von Varanasi, Patrick Paul D’Souza, und der emeritierte Bischof von Allahabad, Baptist Mudartha.
Am 31. Januar 2013 trat Isidore Fernandes als Bischof von Allahabad zurück.
Bischof Isidore Fernandes starb im April 2023 im Alter von 76 Jahren nach einem Herzinfarkt.

## Einzelnachweis
1. ↑  Bishop Emeritus of Allahabad diocese Isidore Fernandes passes away. In: daijiworld.com. 26. April 2023, abgerufen am 26. April 2023 (englisch).

| Vorgänger        | Amt                             | Nachfolger    |
| ---------------- | ------------------------------- | ------------- |
| Baptist Mudartha | Bischof von Allahabad 1988–2013 | Raphy Manjaly |

| Personendaten    | Personendaten                                |
| ---------------- | -------------------------------------------- |
| NAME             | Fernandes, Isidore                           |
| KURZBESCHREIBUNG | indischer Geistlicher, Bischof von Allahabad |
| GEBURTSDATUM     | 2. Januar 1947                               |
| GEBURTSORT       | Kalathur, Tamil Nadu, Indien                 |
| STERBEDATUM      | 26. April 2023                               |
| STERBEORT        | Prayagraj                                    |